# Pristurus insignoides
Pristurus insignoides es una especie de gecos de la familia Sphaerodactylidae.

## Distribución geográfica yhábitat
Es endémica de Socotra (Yemen). Su rango altitudinal oscila entre 800 y 1473 m s. n. m..